# Українські новітні технології
«Українські новітні технології» — українська телекомунікаційна компанія. Надає фіксований доступ до мережі інтернет за технологією WiMAX під брендом Alternet та мобільний доступ до інтернету за технологією WiMAX під брендом FreshTel.

## Історія
6 квітня 2005 року на виставці EnterEX 2005 компанія першою в Україні продемонструвала роботу мережі WiMAX..
10 листопада 2005 року компанія запустила у комерційну експлуатацію фіксовані WiMAX-мережі у Києві та Харкові (під ТМ AlterNet).
9 вересня 2009 року запущено новий бренд Freshtel та запущено в тестовій експлуатації перша українська мережа Mobile WiMAX на частоті 3,5 ГГц. Покриття мережі починалось з центру Києва. За 50 діб тестової експлуатації мережі до оператора підключились лише 800 абонентів.
В рекламі послуг мобільного WiMAX під брендом FreshTel компанія використовує позначення 4G, хоча згідно з класифікацією Міжнародної телекомунікаційної спілки WiMax IEEE 802.16e-2005 є стандартом групи IMT-2000 (3G)
Базові станції для оператора виробляє компанія ZTE.
У грудні 2018 стала відомою інформація, що Freshtel призупинив свою діяльність.

## Покриття
Покриття FreshTel присутнє у таких містах: Київ, Буча, Гора, Вінниця, Нові Петрівці, Бровари, Ірпінь, Бориспіль, Старі Петрівці, Кропивницький, Івано-Франківськ, Донецьк, Велика Олександрівка, Суми, Житомир.

## Акціонери та керівники
- Icon Private Equity (Віктор Пінчук), 72 %;
- Михайло Гамзін (рос. Михаил Гамзин), 23 %;
- Intel Capital, до 5 %.[7]
- Олена Мініч — президент товариства (2010–2014).

## Держави
Бренд FreshTel представлений у країнах:
- Україна
- Росія (компанія Інтерпроект), з 2009 року.